# دبونه
الدبونه هي قرية صغيرة تقع في منطقة الجزيرة قرب تلعفر.
ظهر اسم البلدة في إحصاء عام 1957 م وكان عدد سكنها في تلك العام 274 نسمة. السكان الاصليون من دبونه لقبهم الدبوني ويقطن أكثرهم اليوم مدينة الموصل. للقرية مسجد جامع.